# Transrapid 06
Il Transrapid 06 (TR06) fu costruito per operare sulla linea Transrapid-Versuchsanlage Emsland (TVE), e operativo nel giugno 1983. Il 13 marzo 1983 fu presentato al pubblico presso la Krauss-Maffei a Monaco di Baviera.

## Storia
Il veicolo fu provato nella primavera del 1983. Il 30 giugno 1983 avvenne il primo test. Alla fine di ottobre 1983 il Transrapid 06 venne dichiarato operativo.
Il 4 maggio 1984 il Transrapid 06 raggiunse i 205 km/h. Il 16 agosto 1984, toccò i 257 km/h, mentre il 17 ottobre raggiunse i 302 km/h.
Nel dicembre 1987, il giorno 11 raggiunse i 406 km/h, record mondiale di categoria. Il 22 gennaio 1988, il TR 06 toccò i 412,6 km/h.
Successivo del TR 06, verrà prodotto il Transrapid 07, operativo dal 1988 presso il TVE.

### Esemplari

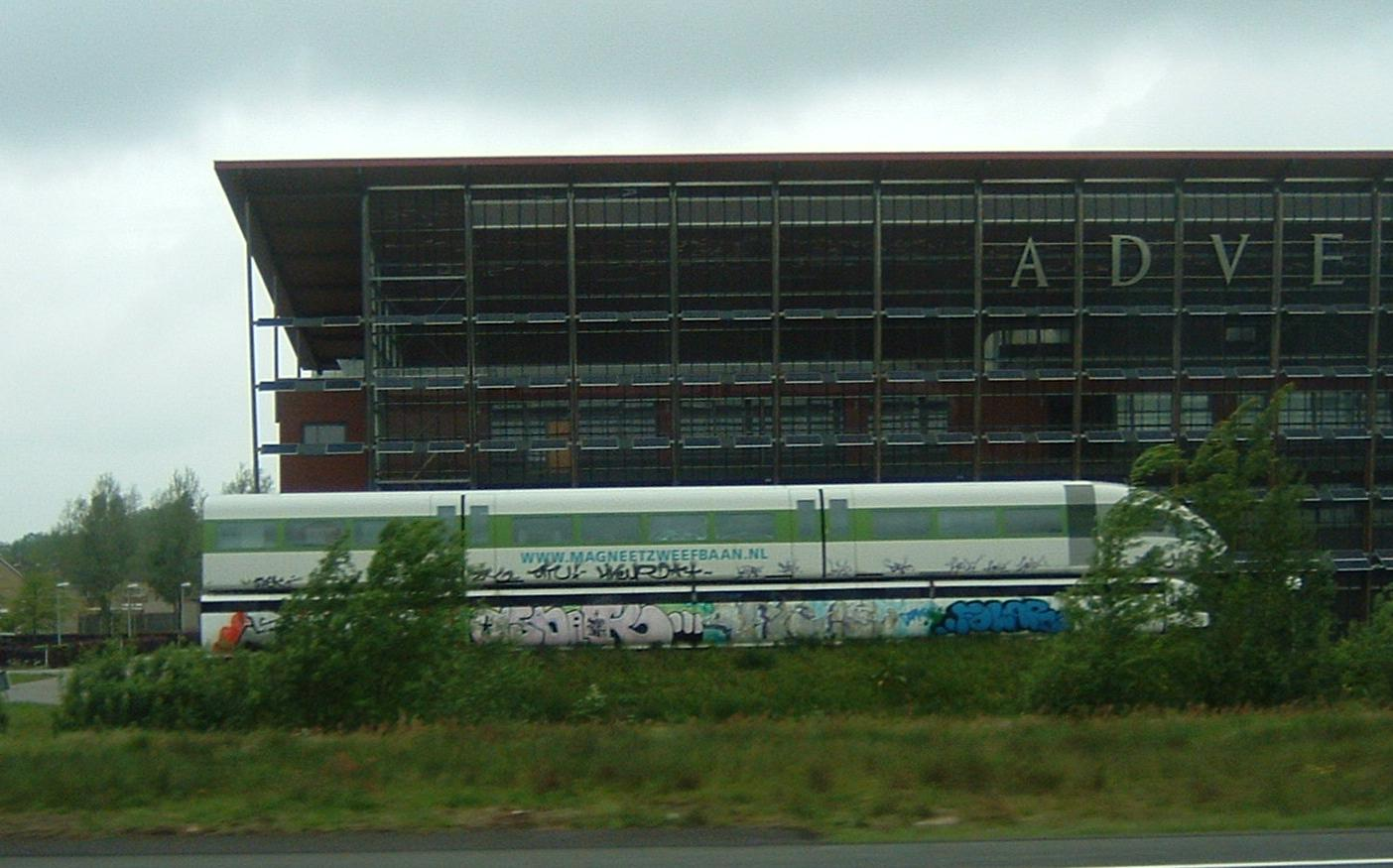
Sezione vandalizzata dai graffiti a Drachten

La sezione 1 del TR 06 è dal 1995 presso il Deutsches Museum Bonn.
La sezione 2 fino al 1999 fu presente presso il TVE. Il 28 dicembre 1999 venne portata da Lathen verso l'Olanda come esposizione. Con un trasporto eccezionale venne poi portata la sezione a Drachten e posta in pubblico per il progetto Transrapid Amsterdam-Groningen. Venne vandalizzata e dal 2008 fu riposta presso Lathen, e ricoverata presso uno stabilimento.